# Бюльбюль-хатун
Бюльбю́ль-хату́н (тур. Bülbül Hatun; умерла в 1515 в Бурсе) — наложница османского султана Баязида II, мать шехзаде Ахмета, Хунди-султан и, вероятно, ещё нескольких детей.

## Биография
О жизни Бюльбюль в гареме данных практически нет. Турецкий историк недждет Сакаоглу пишет, что она была одной из жён-наложниц Баязида II и матерью двоих его детей. Он также отмечает, что Бюльбюль не значится в «Реестре османов» османского историка Сюреи Мехмед-бея, но на её положение наложницы указывает имя отца «Абдулла», записанное в гаремных книгах.
Сын Бюльбюль-хатун шехзаде Ахмет служил наместником (санджакбеем) Амасьи, где набирался опыта в управлении государством. Бюльбюль-хатун по традиции сопровождала сына. Помимо того, что она как мать наследника решала вопросы его гарема, Бюльбюль также занималась благотворительностью во многих районах империи: в районе Хатуние в Амасье она построила мечеть, школу, кухню для нуждающихся и фонтан; в самсунском Ларике в районе Бахши построила мечеть и кухню для нуждающихся, в Бурсе — медресе. В 1509 году она передала своё имущество в благотворительный фонд (вакуф), который обеспечивал работу этих строений. 
Когда в 1513 году на трон взошёл Селим I Явуз, он приказал казнить сына Бюльбюль-хатун, а сама она была выслана в Бурсу, где при мечети Мурадие был похоронен её сын. В архиве дворца-музея Топкапы хранится письмо, написанное ею султану Селиму и подписанное «Ваша рабыня Бюльбюль-хатун». В этом письме Бюльбюль пишет, что назначенное ей в качестве наследства сына жалование будет недостаточно, чтобы построить хаммам или каравансарай и оставить вакф для тюрбе сына, поскольку этой суммы хватит только для выплаты овдовевшим наложницам шехзаде Ахмета, поэтому она просит выделить часть дохода вакфа султана Мурада II для чтения Корана в память о её сыне.
Бюльбюль-хатун умерла в Бурсе в 1515 году и была похоронена рядом с сыном в пристройке к тюрбе шехзаде при мечети Мурадие.

## Дети
Совершенно точно детьми Бюльбюль были шехзаде Ахмет и Хунди-султан.
Помимо этого, турецкий историк Чагатай Улучай предполагает, что сыном Бюльбюль мог быть шехзаде Махмуд. Османист Энтони Алдерсон, ссылаясь на Улучая, пишет, что дочь Баязида II Айше-султан была полнородной сестрой либо шехзаде Ахмета, либо шехзаде Коркута; таким образом, Айше также могла быть дочерью Бюльбюль. Алдерсон также отмечает, вновь ссылаясь на Улучая, что шехзаде Махмуд и Гевхер Мюлук-султан были полнородными братом и сестрой и, в случае, если Махмуд был сыном Бюльбюль, Гевхер Мюлук также была её дочерью.